# Iris Mittenaere
Iris Mittenaere (Lille, 25 de janeiro de 1993) é uma modelo e rainha da beleza francesa, eleita Miss França 2016 e posteriormente, vencedora do Miss Universo 2016.
Ela se tornou a segunda francesa a conquistar o título, 63 anos após sua conterrânea, Christiane Martel, dar a primeira vitória ao seu país.  

## Biografia
Iris é filha do professor de história e geografia Yves Mittenaere e da professora de literatura Laurence Druart. Ela tem dois irmãos. Os pais se separaram quando ela tinha três anos de idade. Iris frequentou a  escola em Steenvoorde, onde vivia com sua mãe. Em 2011, ela concluiu o curso de bacharel em ciência, com magna cum laude pela escola Lycee de Flandres. Após se formar, ela se mudou para Lille, onde estuda Odontologia com especialização em cirurgia dentária e bucomaxilar, no Centro de Saúde e Direito da Universidade de Lille II.

## Concursos de beleza

### Miss França 2016
Iris competiu no Miss França 2016, representando o estado de Nord-Pas-de-Calais, onde ganhou o título de Miss França, ganhando o direito de representar o seu país no Miss Universo 2016.

### Miss Universo 2016
Iris se destacou com uma grande favorita desde a sua chegada às Filipinas para o Miss Universo 2016. No dia da grande final televisionada, 29 de janeiro de 2017, ela foi consagrada a vencedora do Miss Universo 2016. Curiosamente, foi a segunda vez que o evento ocorreu fora do ano correspondente. Ela é a segunda francesa a ganhar o Miss Universo, sendo a primeira Christiane Martel em 1953.
Sua performance no concurso foi elogiada e aceita pela maioria dos fãs e seguidores de concursos de beleza, que louvaram sua performance tanto na final e nas preliminares quanto nos eventos que antecederam o concurso. A crítica especializada, sites e fóruns prezaram Iris por sua atitude carismática, firmeza e desenvoltura nas entrevistas.
Na final, ao ser perguntada sobre a situação dos imigrantes refugiados e dos países que os recebem, Iris afirmou que cabe aos países decidir como melhor lidar com esse impasse, mas se mostrou feliz pela Europa ter portas abertas, já que isso fomenta o intercâmbio cultural, entendimento mútuo entre as nações e facilidade nos relacionamentos com pessoas diferentes. Iris também foi questionada sobre a importância dos fracassos para o aprendizado, e disse que, com ou sem coroa, já se sentia vitoriosa por ter ido tão longe.

#### Trabalho como Miss Universo
O primeiro trabalho de Íris foi o tour de imprensa logo nos dias posteriores aos de sua coroação quando ela visitou os estúdios da Fox. Dias depois ela esteve no NY Fashion Week como convidada e modelo da Sherri Hill. Em março, ela visitou seu país Natal, a França. 
Durante seu reinado ela também visitou a Indonésia, França, Haiti, Ilhas Cayman  e o Peru , tendo sido recebida, em seu país, pelo presidente François Hollande. 
Íris também participou de atividades ligadas à Smile Train  e foi capa de inúmeras revistas.

#### Polêmica durante o reinado
Dias após sua eleição, a imprensa mundial especulou sobre possibilidade de Íris namorar uma ex-Miss França.    Os rumores cessaram depois de aparecerem fotos de seu namorado, Matthieu Declercq, do qual se separou ainda durante o reinado.  

## Vida pós-concursos de beleza
Após o reinado, Íris voltou a viver na França.
Em 2018 ela lançou um livro, "Acredite Sempre" (Always Believe), que teve bastante aceitação por parte de seu fãs. 
No mesmo ano, ela também participou do reality Danse avec les stars 9 (Dança com as Estrelas, do americano Dancing with the Stars). 

### Atualidades
Em seu país, onde é presença constante em diversos eventos, ela é uma celebridade e a revista de famosos Pure People dedica uma série de artigos para ela. Veja aqui: http://www.purepeople.com/people/iris-mittenaere_p545297